# Casa de cultură din Hârlău
Casa de cultură din Hârlău este o clădire monument istoric din orașul Hârlău, situată pe Str. Gheorghe Doja nr. 3. Construită la începutul secolului al XX-lea, ea se află în prezent în stare de ruină.
Casa de cultură din Hârlău a fost inclusă pe Lista monumentelor istorice din județul Iași din anul 2015, la numărul 1399, având codul  IS-II-m-B-04168.

## Istoric
Pe locul unde se află clădirea actuală a existat o casă mai veche, care aparținea lui Constantin Șerban și în care a stat cu chirie dramaturgul M. Ronetti-Roman. Aceasta a ars într-un incendiu, iar proprietarul s-a mutat la Iași. Terenul a fost cumpărat de către dr. Ion Agapi, medic și fost primar al orașului Hârlău în perioada interbelică. Acesta era fiul preotului Ion Agapi de la Biserica "Sf. 40 de Mucenici" din Iași, unde slujise ca diacon o vreme și Ion Creangă.
Pe terenul cumpărat, dr. Ion Agapi a construit în anul 1930 o clădire, care se remarcă prin originalitate, deoarece a fost construită într-un autentic stil românesc având pe latura de nord-est un turn (foișor).
După cum afirma profesorul Alexandru-Dan Todiraș în lucrarea "Orașul Hîrlău. Ghid turistic" (Ed. AD Todiraș, Hârlău, 1994), în această casă a poposit deseori scriitorul Mihail Sadoveanu, care călătorea uneori cu George Topârceanu și Demostene Botez, în drumul său spre locurile de vânătoare, dar și pentru a căuta subiecte pentru cărțile sale.
După instaurarea regimului comunist, începând din anul 1950, în această clădire a funcționat Casa de Cultură a orașului Hârlău, evoluând pe scena sa formații de teatru, de muzică ușoară, de muzică folclorică, teatru de păpuși, diferite cercuri (literar, artă plastică, filatelic, de învățare a unor instrumente, de dansuri). Printre formațiile care au activat aici amintim renumita formație de dansuri populare “Sârba cu năframă”, constituită sub îndrumarea fostului șef al Casei de Cultură, Paul Iancu, cu sprijinul prof. Viorel Vatamaniuc care s-a ocupat de partea coregrafică. De asemenea, aici a funcționat și cinematograful orașului.
După Revoluția din decembrie 1989, o parte a clădirii a fost închiriată societății Moldova Tricotaje. Ca urmare a Legii 213/1998 privind proprietatea publică, Casa de cultură a fost inclusă în domeniul public al orașului. În septembrie 2001, printr-o hotărâre a Consiliului Local Hârlău clădirea a trecut din domeniul public al Primăriei în cel privat. Tot atunci Consiliul Local a hotărât ca până la amenajarea unui nou sediu pentru Casa de cultură, vechea clădire nu putea fi vândută, concesionată sau închiriată.

## Vânzarea clădirii
Cu toate acestea, după numai o lună, Consiliu Local Hârlău a aprobat vânzarea Casei de cultură către SC 3Stars International SA, societate administrată de omul de afaceri Dragos Râncă. Acesta a cumpărat clădirea contra sumei de 1,2 miliarde lei vechi (apoximativ 440.000 euro). Prefectura județului Iași nu și-a dat avizul de legalitate asupra hotărârii Consiliului Local Hârlău solicitând revocarea ei. Cum acesta a refuzat, la sfârșitul lui noiembrie 2001 Prefectura Iași a atacat hotărârea în contencios administrativ. Primul termen al procesului a fost stabilit pentru mijlocul lunii ianuarie 2002, dar cu o lună înainte, prefectul Corneliu Rusu-Banu a decis renunțarea la acțiunea judecătorească.
Deși Ministerul Culturii și Primăria orașului Hârlău le-au propus moștenitorilor să o răscumpere, proprietarii au avut pretenții considerate exagerate..
În martie 2005, noul prefect al județului Iași, Radu Prisăcaru, declara că procedura de vânzare a fost ilegală, deoarece s-a vândut clădirea înainte de amenajarea unui nou sediu, nu s-a organizat nici o licitație, conform legii, ci s-a vândut prin negociere directă și nu s-a obținut avizul favorabil al Direcției de Cultură pentru schimbarea destinației clădirii. Pe lângă aceasta, suma obținută a fost considerată mult prea mică față de valoarea de piață a clădirii, imobilul fiind subevaluat. "Clădirea făcea parte din domeniul public, neputând fi astfel vândută. Mai mult, ea a fost vândută fără nici o licitație, «la mica înțelegere», contra unei sume derizorii", afirma atunci Prisăcaru.
Deoarece termenul pentru atacarea hotărârii de consiliu în contencios administrativ expirase, organele Prefecturii au spus că-l vor aduce în fața instanței pe prefectul Corneliu Rusu-Banu pe motiv de abuz în serviciu împotriva intereselor publice prin renunțarea la acțiunea în instanță. La rândul său, Râncă a spus că a plătit prea mult pentru clădire și că valora o treime din banii plătiți, el afirmând că a investit 10 miliarde de lei în renovare, iar astăzi clădirea este în stare de ruină.
Casa de cultură a orașului a fost mutată într-o altă clădire. Vechea clădire a fost afectată de intemperii, iar localnicii au furat cărămizile.
Deși este clădire de patrimoniu național, ea a fost lăsată în părăsire și se află în prezent în stare de ruină. Numai o parte din zid și turnul mai stau în picioare.